# مرنا کندی
مرنا کندی (انگلیسی: Merna Kennedy; ۷ سپتامبر ۱۹۰۸ – ۲۰ دسامبر ۱۹۴۴) هنرپیشه اهل ایالات متحده آمریکا بود.

## بخشی از فیلمشناسی
از فیلم‌ها یا برنامه‌های تلویزیونی که وی در آن نقش داشته‌است می‌توان به آثار زیر اشاره کرد.
- سیرک (فیلم ۱۹۲۸) (۱۹۲۸)
- سلطان جاز (۱۹۳۰)
- تماس اضطراری (فیلم ۱۹۳۳) (۱۹۳۳)